# Тукичи, Генц
Генц Тукичи (алб. Genc Tukiçi, род. 1 января 1960 года в г. Шкодер, Албания) — албанско-французский пианист и композитор.

## Биография
Генц Тукичи происходит из семьи музыкантов: его отец Ибрагим Тукичи и брат Давид Тукичи хорошо известен в Албании. Выпускник консерватории Тираны, затем он получил диплом солистки из Эколь Нормаль де Musique в Париже — Альфред Корто, где в настоящее время является профессором.
Его международная карьера пианиста привели его, чтобы играть в самых больших площадках. Некоторые концерты, в том числе «Sommets Musicaux де Гштад» в Швейцарии, Salle Gaveau и «Salle Cortot» в Париже, на Театр в Араузионе или КАМИ Hall в Нью-Йорке, он заслужил признание как один из наиболее выдающихся инструменталисты своего поколения.
Он получил престижное признание от Нино Роты, который описал его как «великий музыкант международного уровня», и отметил, в частности его «превосходные интерпретации сердца и ума, в идеальном симбиозе с оркестром». Его интерпретация была предметом записей, в частности тех, которые записан с симфоническими оркестрами в Национальном театре оперы в Тиране и македонский театре оперы и балете, с русским Чайковским с оркестром или оркестрами албанского и Словенией национального телевидения. Он также регулярно выступает с Инвой Мула.
В 2012 году его работа вышла под названием «Музыка в 3D» в книге на фортепиано и искусство аккомпанемента.
Как композитор, он создал и записал различные произведения для фортепиано и оркестра, в том числе несколько музыкальных «перифраз» на темы из Пуччини, Верди и Оффенбаха.
Компакт-диск из его композиций, вместе с Инвой Мула и вдохновленный патриотической тематикой, был выпущен в ноябре 2012 года: он включает в себя части для сопрано, фортепиано и оркестра.
Генц Тукичи работает с талантом агентства Общества художественного исследования (SAR). Он также сочинил и организовал гимн для матери Терезы, вместе с Инвой Мула и Буяром Ллапаем.
В 2017 году он был членом-учредителем Серкль Inter Халлира.
Генц Тукичи принимал участие в Festivali i Këngës 54, 56 (в дуэте с братом Давидом Тукичи) и 58 (в дуэте с Надей Тукичи). Лишь в первом случае ему удавалось выйти в финал, но он не смог войти в десятку сильнейших. В остальных случаях ему не удавалось пройти в финал.